# 22566 Іразайцева
22566 Іразайцева (22566 Irazaitseva) — астероїд головного поясу, відкритий 20 квітня 1998 року.
Тіссеранів параметр щодо Юпітера — 3,629.